# اسکیمو

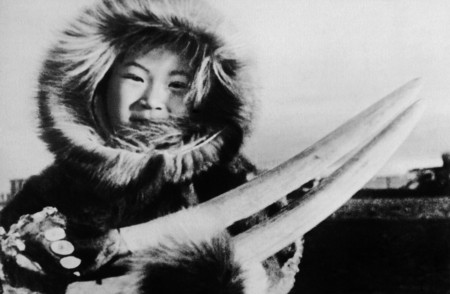
عکس قدیمی از دختر اسکیمو در منطقه شمال سیبری که دو دندان گراز دریایی در دست دارد.

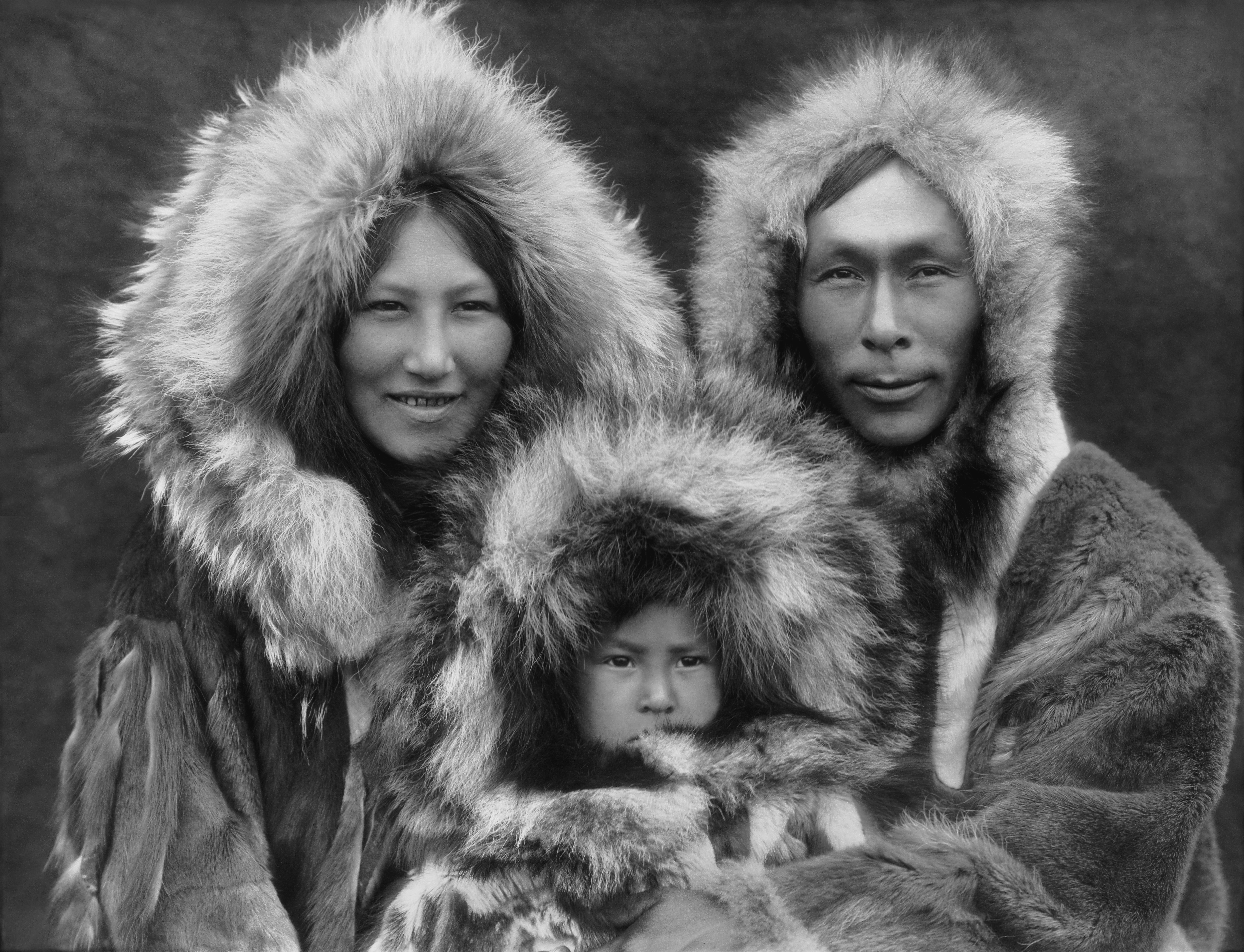
پرتره‌ای از یک خانوادهٔ سه نفره از اسکیموهای آلاسکا به سال ۱۹۲۹ میلادی که توسط ادوارد کرتیس ثبت شد.

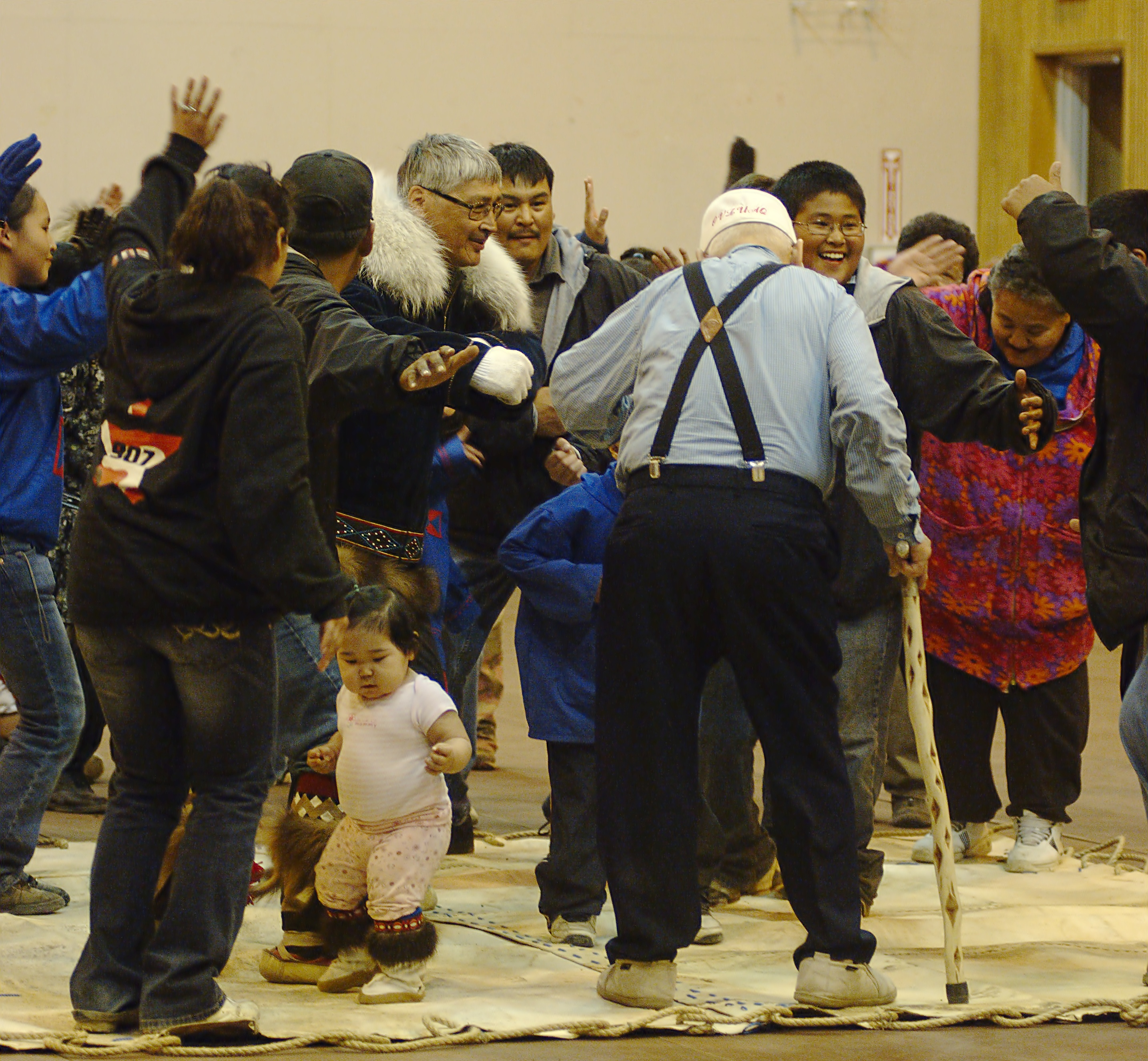
پایکوبی اسکیموها در یک جشن آیینی در آلاسکا

اسکیموها مردمانی هستند که در سرزمین‌های قطب شمال زندگی می‌کنند. اسکیموها از قومی قدیمی‌تر به نام پیوژنی‌ها نشأت گرفته‌اند. بسیاری از اینوئیت‌ها، بومیان آلاسکا، مردمان یوپیک و آلیوت‌ها انتساب واژه اسکیمو به خودشان را توهین‌آمیز (تحقیرآمیز) و نوعی تحمیل استعمارگونه می‌دانند و ریشه‌شناسی این واژه در میان آنها مورد مناقشه است. به همین منظور، دولت‌های کانادا و ایالات متحده اقداماتی را انجام داده و تدابیری اتخاذ کرده‌اند تا استفاده از اصطلاح اسکیمو را در اسناد رسمی و دولتی متوقف نمایند هر چند، این واژه هنوز به‌طور کامل حذف نشده است. کانادا به‌طور رسمی از اصطلاح اینوئیت برای توصیف بومی‌های کانادا استفاده می‌کند که در بخش‌های شمالی این کشور حضور دارند و جزو متی‌ها یا اقوام اولیه کانادا محسوب نمی‌شوند.

## ویژگی‌ها
آن‌ها چشمانی کشیده (بادامی)، صورتی پهن و اندامی کوتاه و پهن با دست و پایی کوتاه‌تر از معمول دارند. چنین اندامی به آن‌ها کمک می‌کند تا در شرایط سرد و سخت آب و هوایی قطب شمال گرم بمانند.

## زندگی در گذشته
اسکیموها در گذشته‌های دور، فقط از لباس‌هایی از پوست خز استفاده می‌کردند. بعضی از آنها در تابستان درون چادر زندگی می‌کردند. آن‌ها تیر و کمان و نیزه می‌ساختند و خوک آبی، نهنگ، ماهی، پرندگان دریایی کوچک و گوزن قطبی شکار می‌کردند. اسکیموها روی قایق‌های پارویی از جنس پوست و کرجی‌هایی به نام کایاک سوار می‌شدند و از سگ‌های قطبی برای کشیدن سورتمه استفاده می‌کردند.